# SIG SG 553卡賓槍
SIG SG 553是一款從SIG SG 550的縮短型卡賓槍，由瑞士軍工（前身為SIG Arms）所研制及生產，是SIG SG 552卡賓槍的機匣頂及護木上整合有MIL-STD-1913戰術導軌的改進型，發射5.56×45毫米北約口徑制式步枪子彈。

## 設計細節
SIG SG 553是SIG SG 552的改進型，前者於2009年推出。SG 553與SG 552一樣，裝有摺疊槍托、接近9英吋的槍管、扳機護環可翻開以便手套時操作，並同樣採用改良自AK的长行程活塞導氣系统。不過SG 553加入了不少的改進設計。

### 操作系統
SIG SG 553採用了與SIG SG 550／551一樣的結構，將復進簧重新安裝圍繞在活塞筒內部的活塞連桿上，位於槍管上方，解決了在SG 552上會遇到復進簧導桿產生裂紋及縮短彈簧使用壽命等可靠性問題，同時使得SG 553能夠與SG 550／551通用拉機柄。SG 553具有連續發射18,000發子彈而沒有發生故障的記錄，在現代西歐及北美步槍產品之中可說是性能較佳的型號之一。

### 供彈方式
與其他SG 550系列步槍一樣，SG 553配用的彈匣是以半透明塑料製成的，在彈匣壁兩側附有彈匣聯接卡榫，能夠使多個彈匣在不需附加其它裝置下就可以很方便地並聯在一起（附帶一提HK G36的彈匣都是採用了這種設計）。其彈匣固定方式為AK的前鉤後掛式，故無法使用STANAG彈匣，除非更換下機匣。

### 瞄準具
SIG SG 553系列配備由鼓狀照門到柱狀準星所構成的機械瞄具，其瞄準基線是339毫米（13.35英吋），兩者都可以從槍上拆下來。

### 附件
SIG SG 553系列在機匣及護木四周設有合共5條MIL-STD-1913戰術導軌，其中4條在前護木上包覆著槍管。不過上機匣與護木並非採用一體化設計，而是兩個不同部件。護木可被改為不帶MIL-STD-1913戰術導軌的版本。
使用者可以安裝對應導軌的日間／夜間光学瞄准镜、反射式瞄準鏡、全息瞄準鏡、棱鏡式瞄準鏡、夜視鏡和／或熱成像儀。在機匣頂部及護木上方都具有戰術導軌時可以串連方式安裝光學瞄準具，前後串連式安裝配置模式可以擴大瞄準具附件的加裝應用模式。而前護木兩側及底部則以便安裝對應導軌的戰術燈、雷射瞄準器、垂直前握把、兩腳架、40毫米榴彈發射器（例如M203或專用的SIG GL 5340）。另外，前槍背帶環由原本的固定式改為安裝在戰術導軌上的可拆卸式槍背帶環。

### 長槍管型
SIG SG 553的加長槍管版本被稱為SIG SG 553 LB，它裝有一根能夠發射22毫米槍榴彈和安裝刺刀的347毫米（13.66英吋）的長槍管。用戶亦可以向原廠選擇在SG 553系列步槍的機匣和護木上整合MIL-STD-1913戰術導軌以及可調節式槍托。

## 衍生型

### SG 553 SB
短槍管型。

### SG 553 LB
長槍管型，為發射22毫米槍榴彈和裝上刺刀而設計。

### SG 553 P（P553）
這是一款美國法律定義的「手槍」，基本上是取消了槍托的SG 553半自動版本。P553在瑞士製造，並出口到美國市場進行銷售。
P553卡賓槍採用瑞士西格風格的護木，由於取消了槍托及截短槍管的原故，其護木看起來顯得比較粗大。
其手動保險設置在機匣兩側，方便左右手操作，機匣頂部裝有一段導軌，可根據需要加裝光学瞄准镜，彈匣則採用透明聚合物材料製成，方便查看剩餘彈量。

### SG 553 R
SG 553 R是SIG SG 553的7.62×39毫米蘇聯口徑版本，以AK系列彈匣供彈。

### SG 553 US
面向美國市場開發的衍生型，下機匣經過改進，由輕合金所製造，並且將彈匣插座由使用SIG SG 550系列專用彈匣改為使用STANAG彈匣。

## 使用國

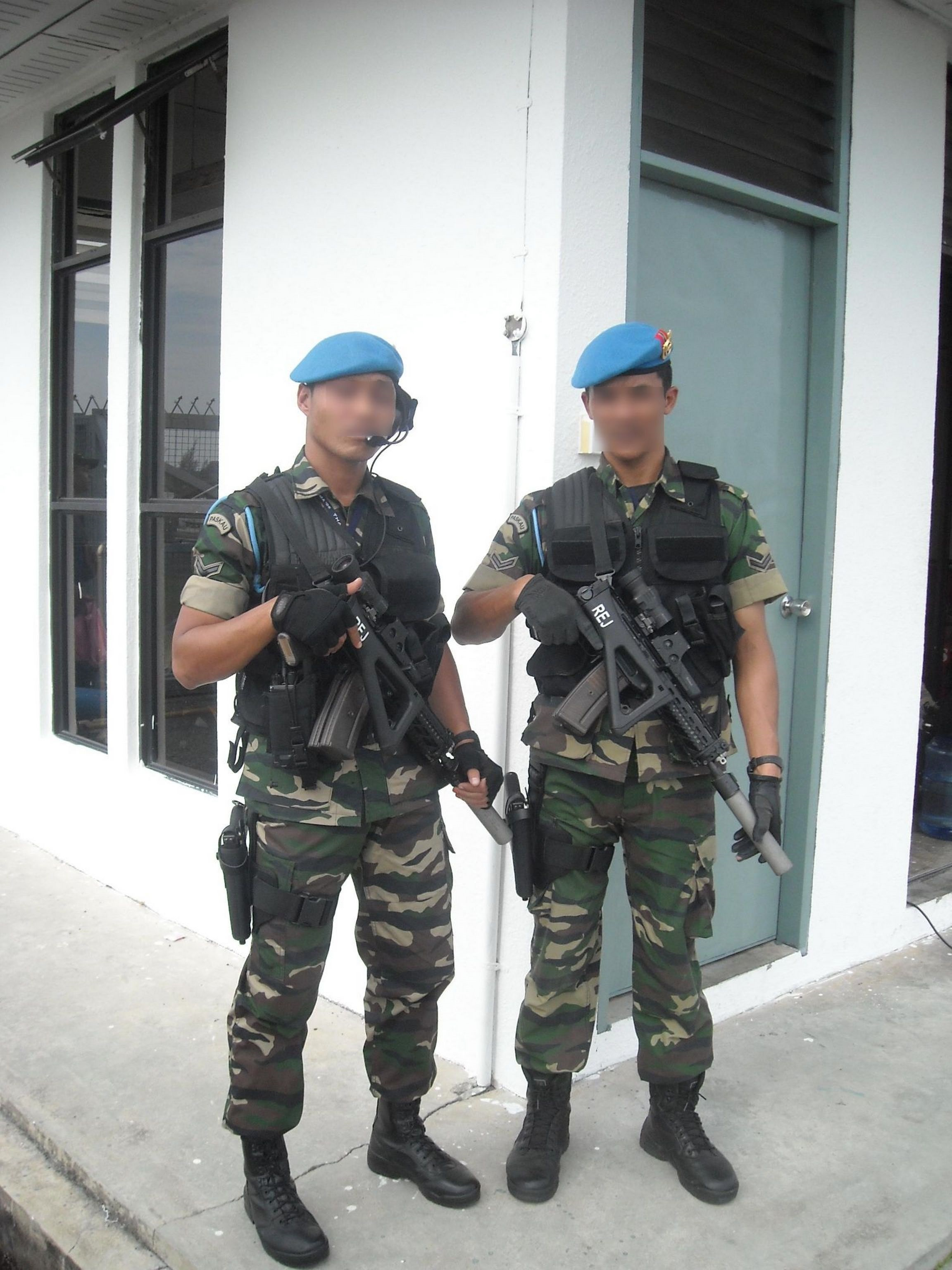
在2009年LIMA上，裝備了SIG SG 553 SB的2名巡邏中的馬來西亞空軍特種部隊PASKAU士兵

| 國家         | 組織                                   | 型號                | 注釋          |
| ------------ | -------------------------------------- | ------------------- | ------------- |
| 阿根廷       | 阿根廷聯邦警察聯邦特別行動組           | SG 553 SOW          | [ 4 ] [ 5 ]   |
| 阿根廷       | 門多薩警察特別安全小組                 | SG 553 SOW          | [ 4 ] [ 5 ]   |
|              | 特警單位                               | SIG 553             |               |
| 加拿大       | 萊斯布里奇區警察局                     | SIG 553             |               |
| 加拿大       | 加拿大國家警察局                       | SIG 553             |               |
| 法國         | 法國陸軍                               | SG 553 SOW          | —             |
| 法國         | 法國特種作戰司令部                     | SG 553 SOW          | —             |
| 法國         | 國家憲兵干預組                         | SG 553 SOW          | [ 4 ]         |
| 法國         | 法國國家警察搜索，支援，干預，威懾部隊 | SG 553 SOW          | —             |
| 德国         | 德國聯邦警察GSG 9                      | SG 553 SOW          | [ 4 ] [ 6 ]   |
| 德国         | 德國邦警察特别行动突击队               | SG 553 SOW          | [ 4 ] [ 6 ]   |
| 匈牙利       | 執法機構                               | —                   | —             |
| 印度         | 國家安全衛隊                           | —                   | [ 7 ]         |
| 印度尼西亞   | 印尼陸軍特種部隊司令部                 | —                   | —             |
| 马来西亚     | 馬來西亞陸軍第21特勤組                 | SG 553 LB SG 553 SB | [ 8 ] [ 9 ]   |
| 马来西亚     | 马来西亚皇家空军特種空勤團             | SG 553 LB SG 553 SB | [ 8 ] [ 9 ]   |
| 马来西亚     | 柔佛御林軍JMF精英部隊                  | SG 553 LB SG 553 SB | [ 8 ] [ 9 ]   |
| 马来西亚     | 馬來西亞海上執法局特種任務和救援部隊   | SG 553 LB SG 553 SB | [ 8 ] [ 9 ]   |
| 羅馬尼亞     | 羅馬尼亞空軍特種部隊單位               | SG 553              |               |
| 沙烏地阿拉伯 | 特種部隊單位                           | SG 553              |               |
| 瑞士         | 瑞士武裝部隊                           | SG 553 LB           |               |
| 土耳其       | 土耳其安全總局警察反攻隊               | SG 553              |               |
| 英国         | 部份地方警察局的武裝特警單位           | SG 553 SOW          | [ 10 ] [ 11 ] |
| 美国         | 美国缉毒局                             | SG 553 SOW          | [ 4 ] [ 12 ]  |

## 流行文化

### 电影
- 2010年—：由主角伊芙蓮·索特（Evelyn Salt，安祖蓮娜·祖莉飾演）所使用，使用4個並聯的彈匣和MIL-STD-1913戰術導軌護木。

### 电子游戏
- 2011年—：型號為SG 553 SB，命名為「SG553」，發射5.56×45毫米NATO子彈，載彈量30+1發，初始攜彈量為124發（聯機模式），最高攜彈量為372發（單人模式）和217發（聯機模式）。單人模式之中由法国国家宪兵干預組和美国海军陆战队第一侦察营“米斯菲1-3”（Misfit 1-3）五人战术小队成員亨利·布列克上士（SSgt. Henry "Black" Blackburn）所使用；多人聯機模式時為「工程兵」（Engineer）的解鎖武器包武器之一，於合作模式之中達到120,000分時解鎖（以前為378,000分），被歸類為卡賓槍，並可以使用反射式瞄準鏡、雷射瞄準器、前握把、戰術燈、光電瞄準鏡、消音器、ACOG（放大4倍）、重型槍管、兩腳架、紅外線夜視鏡（紅外線放大1倍）、步槍瞄準鏡（放大6倍）、M145（放大3.4倍）、消焰器、內紅點瞄準鏡、PKA-S、PSO-1（放大4倍）、PKS-07（放大7倍）、PK-A（放大3.4倍）。
- 2012年—：型號為SG 553 SB，命名為「STG-90」，以30發彈匣供彈，裝上垂直前握把，可加裝延長彈匣和開放型反射式瞄準鏡。
- 2013年—：型號為SG 553 SB，命名為「SG553」（中文版則命名為「SG553卡賓步槍」），發射5.56×45毫米NATO子彈，載彈量30+1發，最高攜彈量為124發（單人模式）。單人模式之中於「上海突圍」（Shanghai）戰役達到銀牌時解鎖並且可由美国海军陆战队精英小隊「墓碑」隊長丹尼爾·雷克（Daniel Recker）所使用；多人聯機模式時為所有兵種的解鎖武器包武器之一，於達到11,000點卡賓槍得分時才能解鎖，被歸類為卡賓槍，並可以使用反射式瞄準鏡、雷射瞄準器、舒適握把、防火帽、全像、放大鏡（放大2倍）、寛型握把、消音器、M145（放大3.4倍）、斜視金屬瞄準器、直角握把、重型槍管、ACOG（放大4倍）、手電筒、腳架、制動器以及七件戰鬥包附件（稜鏡（放大3.4倍）、JGM-4（放大4倍）、土狼、消焰器、折疊握把、馬鈴薯握把、直立握把、綠點雷射瞄準器、紅外線夜視鏡（紅外線放大1倍）、眼鏡蛇、LS06消音器、PBS-4消音器、雷射／燈光組合、PKA-S、PK-A（放大3.4倍）、PSO-1（放大4倍）、戰術燈、三光束雷射、HD-33、FLIR（紅外線放大2倍）、R2消音器當中之七）。
- 2014年—：型號為SG 553-1 SP，命名為「STG-90」，以30發彈匣供彈，裝上垂直前握把，可加裝延長彈匣和開放型反射式瞄準鏡，奇怪地能全自動射擊。
- 2015年－：型號為SG 553 SB，命名為「SG553」，歸類為卡賓槍，載彈量30+1發，武器商店中價格為$21,600，能夠由執法機關操作者（Operator）所使用（罪犯解鎖條件為：以任何陣營進行遊戲使用該槍擊殺1250名敵人後購買武器執照），聯機模式中預設裝有SRS 02綠點鏡。可加裝各種瞄準鏡（反射、眼鏡蛇、全息瞄準鏡（放大1倍）、PKA-S（放大1倍）、Micro T1、SRS 02、Comp M4S、M145（放大3.4倍）、PO（放大3.5倍） 、ACOG（放大4倍）、PSO-1（放大4倍）、IRNV（放大1倍）、FLIR（放大2倍））、附加配件（傾斜式機械瞄具、傾斜式紅點鏡、延長彈匣（增至35+1發）、電筒、戰術燈、激光瞄準器、穿甲曳光彈）、槍口零件（制退器、補償器、重槍管、抑制器、消焰器）及握把（垂直握把、粗短握把、直角握把）。單人模式當中則能夠由主角尼古拉斯·門多薩所使用。

## 資料來源
1. ↑  .   [2011-07-30]. （原始内容存档于2011-08-21）.
2. ↑  Preisliste_2009
3. ↑  Jürgen Kapella. .   [2014-12-25]. （原始内容存档于2014-10-24）.
4. 1 2 3 4  . GunSite South Africa. December 13, 2007  [2012-03-25]. （原始内容存档于2014-12-13）.
5. ↑  .   [2015-09-06]. （原始内容存档于2015-09-24）.
6. ↑   (PDF).   [2009-10-27]. （原始内容 (PDF)存档于2009-04-19）.
7. ↑  .   [2011-05-13]. （原始内容存档于2009-11-11）.
8. ↑  Thompson, Leroy. . Special Weapons. December 2008  [2009-11-28]. （原始内容存档于2012-04-02）.
9. ↑  Zabry Mohamad Madzlan. . Utusan Malaysia. 2008-12-10  [2009-11-28]. （原始内容存档于2009-06-03）.
10. ↑  .   [2018-01-01]. （原始内容存档于2014-02-01）.
11. ↑  . Staffordshire-pcc.gov.uk.   [2015-04-30]. （原始内容 (JPG)存档于2015-09-24）.
12. ↑  . Premium1.fosters.com. 2003-07-11  [2009-11-17]. （原始内容存档于2011-07-11）.

- （英文）—Swiss Arms—SIG SG 553（页面存档备份，存于）

## 外部連結
- （英文）—YouTube上的SIG ARMS SG 553 SOW CQB
- （英文）—GunSite South Africa—Swiss Arms (Sig) SG 553 SOW Commando（页面存档备份，存于）
- （英文）—NUOVA JAGER—Fabbrica d'armi—SG 553 SOW（页面存档备份，存于）
- （英文）—Guns.com—Sig Sauer's New SG 553 A New Special Forces Option[永久]
- （英文）—weaponsystems.net－SG-550（页面存档备份，存于）
- （英文）—The Firearm Blog.com—
  - New B&T USA Importer ARMATI（页面存档备份，存于）
  - SG 553 Pistols Available in US（页面存档备份，存于）
  - POTD: Eddie's HK416 & SIG 553（页面存档备份，存于）
  - Top 6 Special Forces Guns that are NOT AR-15s（页面存档备份，存于）
  - Exclusive: SIG Sauer – Swiss Arms. 300 BLK, 7,62×39 and more…（页面存档备份，存于）
- （简体中文）—槍炮世界—
  - SG553（页面存档备份，存于）
  - SG553-LB（页面存档备份，存于）